# Migjorn
Pour les articles homonymes, voir Migjorn (homonymie).
Migjorn est une comarque de l'île de Majorque de la communauté autonome des Îles Baléares en Espagne.

## Communes
| Commune     | Habitants |
| ----------- | --------- |
| Campos      | 8 759     |
| Felanitx    | 17 443    |
| Llucmajor   | 33 222    |
| Ses Salines | 4 755     |
| Santanyí    | 11 720    |